# Чертков Михайло Юрійович
Михайло Юрійович Чертков — майор[джерело?] Збройних сил України, учасник російсько-української війни.
Станом на березень 2017-го - начальник відділення забезпечення, Івано-Франківський міський військовий комісаріат.

## Нагороди
8 серпня 2014 року — за особисту мужність і героїзм, виявлені у захисті державного суверенітету та територіальної цілісності України, вірність військовій присязі під час російсько-української війни, відзначений — нагороджений орденом Богдана Хмельницького III ступеня.